# Condover
Condover est une paroisse civile et un village du Shropshire, en Angleterre.